# Embrioblast

Blastocist amb un embrioblast i el trofoblast.

L'embrioblast és una estructura cel·lular, massa de cèl·lules dins de l'embrió primordial que finalment donarà lloc a les estructures definitives del fetus. Està situada en un pol del blastocist en el seu procés de gastrulació, en l'embrió humà i en la majoria dels mamífers euterians de 4 dies, al principi de l'embriogènesi. Aquesta estructura es forma abans que ocorri la implantació dins l'endometri de l'úter.

## Sinònims
- Embrioblast.
- Pluriblast
- Massa cel·lular interna (en anglès: Inner cell mass, abreujat com ICM).
- Disc germinatiu.
- Disc embrionari.
- Disc bilaminar o disc trilaminar.

## Estructura de l'embrioblast
Al vuitè dia de desenvolupament, el blastocist s'ha diferenciat en dues capes:
- Hipoblast: Forma una capa de cèl·lules cúbiques ubicades en la perifèria de la cavitat del blastocist o sac vitelí primitiu.
- Epiblast: Està formada per una capa de cèl·lules altes i cilíndriques adjacenta a la cavitat amniòtica.

## Regulació de l'especificació cel·lular
Com que la segregació de cèl·lules pluripotents de l'embrioblast del blastocist restant és part integral del desenvolupament dels mamífers, s'ha realitzat una considerable recerca científica per esbrinar els mecanismes cel·lulars i moleculars d'aquest procés.

## Cèl·lules mare
Els blastòmers aïllats de l'embrioblasts d'embrions de mamífers i que creixen en un cultiu de laboratori reben el nom de cèl·lules mare embriòniques ("embryonic stem (ES) cells"). Aquestes cèl·lules pluripotents, quan creixen en un medi acuradament coordinat, poden donar lloc a totes les tres capes germinatives (ectoderma, endoderma, i mesoderma) del cos adult.

## Imatges

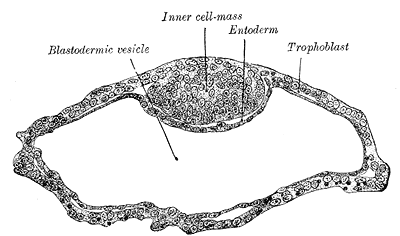
Vesícula blastodèrmica de Vespertilio murinus.
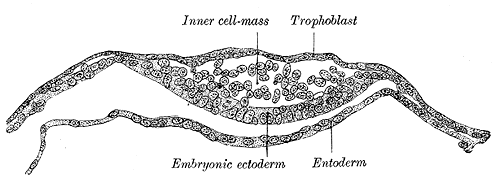
Secció del disc embrionari de Vespertilio murinus.